# 密卷云
密卷云（学名：Cirrus spissatus，缩写： Ci spi  )，是卷云的一种。密卷云呈现出斑块状，且较为稠密，朝向太阳的一侧呈现灰色。密卷云在太阳下方经过时，太阳的轮廓会变得模糊。厚度足够大的密卷云甚至能将太阳完全遮蔽。密卷云通常产生自积雨云上部云层的分离。